# 환태평양

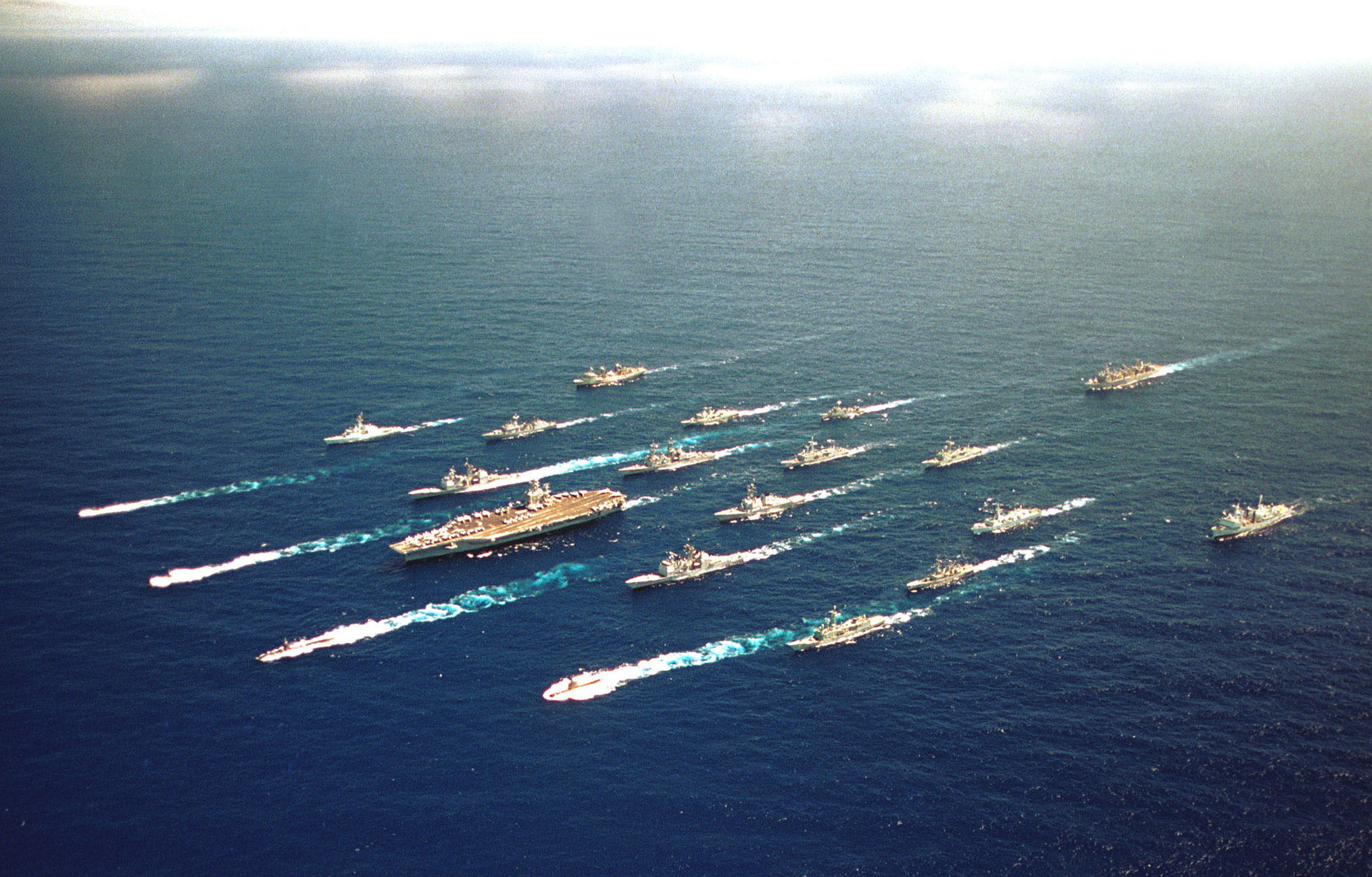
림팩2000에서 호놀룰루로 향하는 미해군 에이브러햄 링컨 호와 오스트레일리아·칠레·일본·캐나다·한국의 군함들.

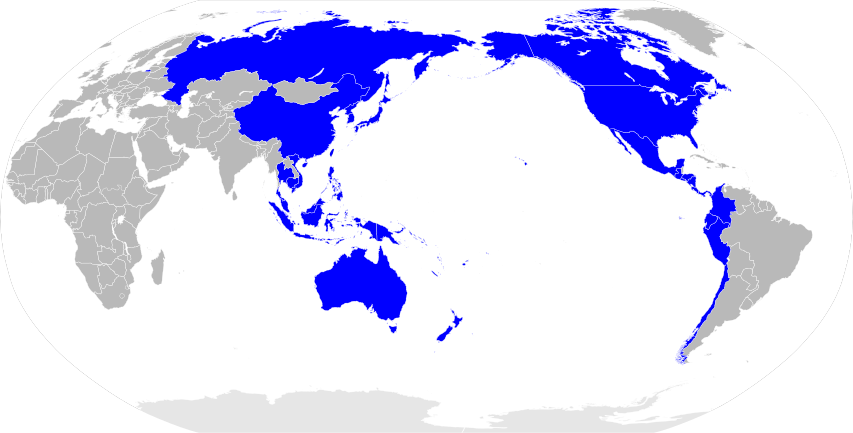
환태평양 국가들

환태평양(環太平洋, 영어: Pacific Rim)은 태평양에 닿아 있는 국가들을 가리키는 데 사용하는 정치·경제적 용어이다. 호놀룰루에는 동서문화센터와 림팩을 포함하여 환태평양의 다양한 정부, 비정부 기구 사이의 본부가 있다.

## 환태평양 국가 및 지역
| - 동아시아 - 러시아 - 일본 - 조선민주주의인민공화국 - 대한민국 - 중국 - 홍콩 - 마카오 - 중화민국 - 동남아시아 - 베트남 - 캄보디아 - 태국 - 말레이시아 - 싱가포르 - 브루나이 - 인도네시아 - 필리핀 - 동티모르 | - 오세아니아 (주권국) - 오스트레일리아 - 팔라우 - 미크로네시아 연방 - 파푸아뉴기니 - 솔로몬 제도 - 나우루 - 마셜 제도 - 바누아투 - 뉴질랜드 - 투발루 - 피지 - 키리바시 - 통가 - 사모아 - 니우에 - 쿡 제도 | - 오세아니아 (해외 영토 및 자치령) - 오스트레일리아의 주와 준주 - 노퍽섬 - 뉴질랜드 왕국 - 토켈라우 - 해외 프랑스 - 누벨칼레도니 - 왈리스 푸투나 - 프랑스령 폴리네시아 - 영국 해외 영토 - 핏케언 제도 - 미국의 해외 영토 - 북마리아나 제도 - 괌 - 아메리칸사모아 - 미국 - 하와이주 - 칠레 - 이스터섬 | - 북아메리카 - 캐나다 - 미국 - 멕시코 - 중앙 아메리카 - 과테말라 - 엘살바도르 - 온두라스 - 니카라과 - 코스타리카 - 파나마 - 남아메리카 - 콜롬비아 - 에콰도르 - 페루 - 칠레 |

## 교역과 통상
| - 대한민국 - 부산 (5위) - 일본 - 요코하마 (36일) - 도쿄 (25일) - 나고야 (47일) - 고베 (49일) - 대만 - 가오슝 (12일) - 홍콩 - 홍콩 (3차) | - 중국 - 상하이 (1차) - 선전 (4차) - 닝보 (6차) - 광저우 (7일) - 칭다오 (8차) - 천진 (10일) - 샤먼 (19일) - 대련 (21일) - 연운항 (30일) - 잉커우 (34일) | - 필리핀 - 마닐라 (37일) - 베트남 - 사이공 (28일) - 태국 - 램차방 (22일) - 말레이시아 - 포트클랑 (13일) - 탄중펠레파스 (16일) - 싱가포르 - 싱가포르 (2차) | - 인도네시아 - 자카르타 (24일) - 수라바야 (38일) - 캐나다 - 밴쿠버 (50위) - 미국 - 로스앤젤레스 (17일) - 롱비치(18일) - 시애틀/타코마 (48위) - 파나마 - 발보아 (43위) |

## 같이 보기
- 아시아 태평양
- 아시아 태평양 경제협력체
- 환태평양 조산대

1. ↑  부분적으로 환 태평양에 위치한 러시아 극동 지역만